# Janine Connes
Janine Connes, nata Roux (Digione, 19 maggio 1934 – Orsay, 28 novembre 2024), è stata un'astronoma francese, candidata al Premio Nobel per la fisica nel 1970.
La sua ricerca ha condotto allo sviluppo della spettroscopia in trasformata di Fourier.

## Biografia
Dopo aver conseguito la laurea in astronomia, ha insegnato presso la facoltà di Scienze dell'Università di Caen. Nel 1963 ha iniziato a lavorare per la NASA presso il Jet Propulsion Laboratory di Pasadena, dove ha collaborato a identificare la composizione dell'atmosfera di Marte durante la fase di preparazione del programma Viking, per poi dirigere il centro di calcolo dell'Osservatorio di Parigi. Nel 1969 il Centre national de la recherche scientifique (CNRS) la nominò direttrice di un istituto di ricerca per creare un centro di calcolo per l'elaborazione di dati scientifici.
È stata sposata dal 1951 fino al 2019 (anno della sua scomparsa) con l'astronomo Pierre Connes, che per un certo periodo collaborò con lei a ricerche e pubblicazioni sulla spettroscopia in trasformata di Fourier, seguendone gli aspetti sperimentali mentre Janine Connes si occupava della parte teorica.

## Ricerca
Il lavoro di Janine Connes sulla spettroscopia in trasformata di Fourier ha posto le basi per un importante metodo di ricerca basato sulle osservazioni nell'infrarosso. Con la sua tesi di laurea, a cui si riconosce la definizione dei principi di base del progetto, e con le ricerche successive ha prodotto un'analisi teorica approfondita grazie alla quale è stato possibile sviluppare una tecnica sperimentale utilizzabile. Un esempio pratico è il "vantaggio di Connes", che prende il nome proprio dalla scienziata, grazie al quale in questo tipo di interferometri è possibile migliorare la precisione delle misure di lunghezza d'onda tramite un sistema di calibrazione basato su un laser a elio-neon come riferimento, molto più stabile e accurato rispetto ai sistemi meccanici basati su reticolo di diffrazione. Da questo discendono ulteriori vantaggi, in aggiunta alla precisione di misura: tempi di scansione più ridotti, aumento della risoluzione, un intervallo di scansione più ampio e una elevata sensibilità.
Il lavoro di Janine Connes si è sviluppato prima dell'avvento dei computer digitali e della riscoperta dell'algoritmo della trasformata rapida di Fourier (FFT, Fast Fourier Transform), avvenuta nel 1965 ad opera di James Cooley e John Wilder Tukey. Dopo la pubblicazionne dell'algoritmo di Cooley-Tukey, Connes fu tra i primi ricercatori a trovarne una applicazione pratica con il suo spettroscopio, contribuendo così alla diffusione dell'algoritmo stesso. Janine Connes collaborò anche con lo stesso Cooley, che in un suo articolo del 1987 sulla storia dell'algoritmo parlò di "grande vantaggio reciproco", aggiungendo: "Queste idee e un risultato monumentale di Janine Connes portarono al suo calcolo degli spettri nell'infrarosso dei pianeti, che è diventato un lavoro di riferimento standard".
Insieme al marito Pierre, Janine Connes realizzò immagini spettrali dei pianeti Venere, Marte, Giove e Saturno che erano di diversi ordini di grandezza superiori alle migliori ottenute fino a quel momento. Queste misurazioni, effettuate attraverso l'atmosfera nell'intervallo del vicino infrarosso, erano particolarmente complesse e non sarebbero state possibili senza l'analisi teorica dettagliata e il metodo sviluppati da Janine Connes.